# Высокобуеракская волость
Высокобуеракская волость — административно-территориальная единица Александрийского уезда Херсонской губернии.
По состоянию на 1886 год состояла из 9 поселений, 11 сельских общин. Население 1361 человек (936 мужского пола и 425 женского), 451 дворовое хозяйство.
| Собственность  | Площадь (в т. ч. пахотной) |
| -------------- | -------------------------- |
| Сельских общин | 2253 (1830)                |
| Частная        | 6608 (4535)                |
| Другая         | 78 (33)                    |
| Всего          | 8939 (6398)                |

Самые большие поселения:
- Высокие Буераки — село при прудах в 60 верстах от уездного города, 406 человек, 90 дворов, православная церковь, школа.
- Александровка (Андросова) — село при прудах, 228 человек, 46 дворов, недействующий винокуренный завод.